# Августовка (Самарская область)

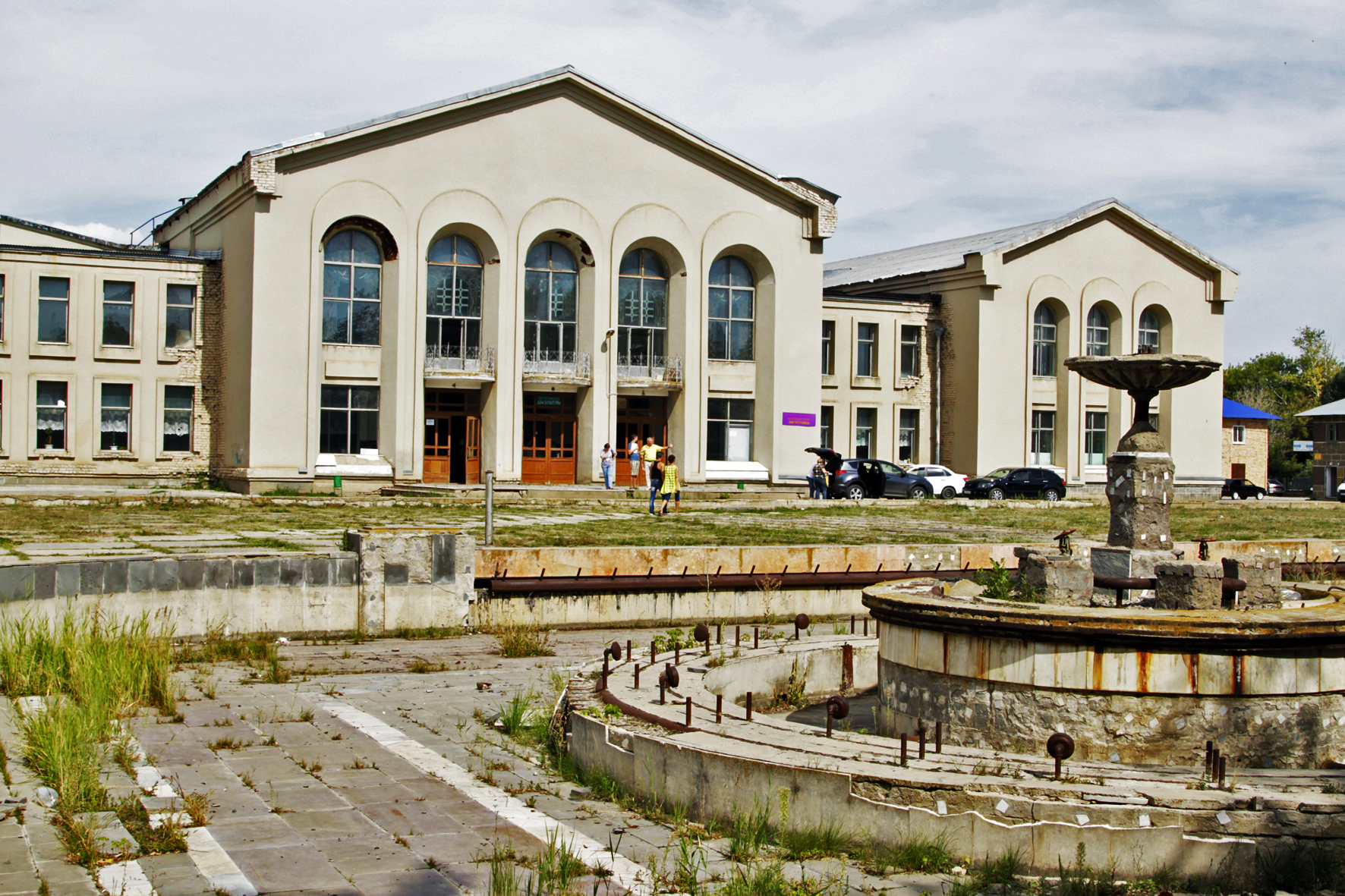
Августовский сельский дом культуры

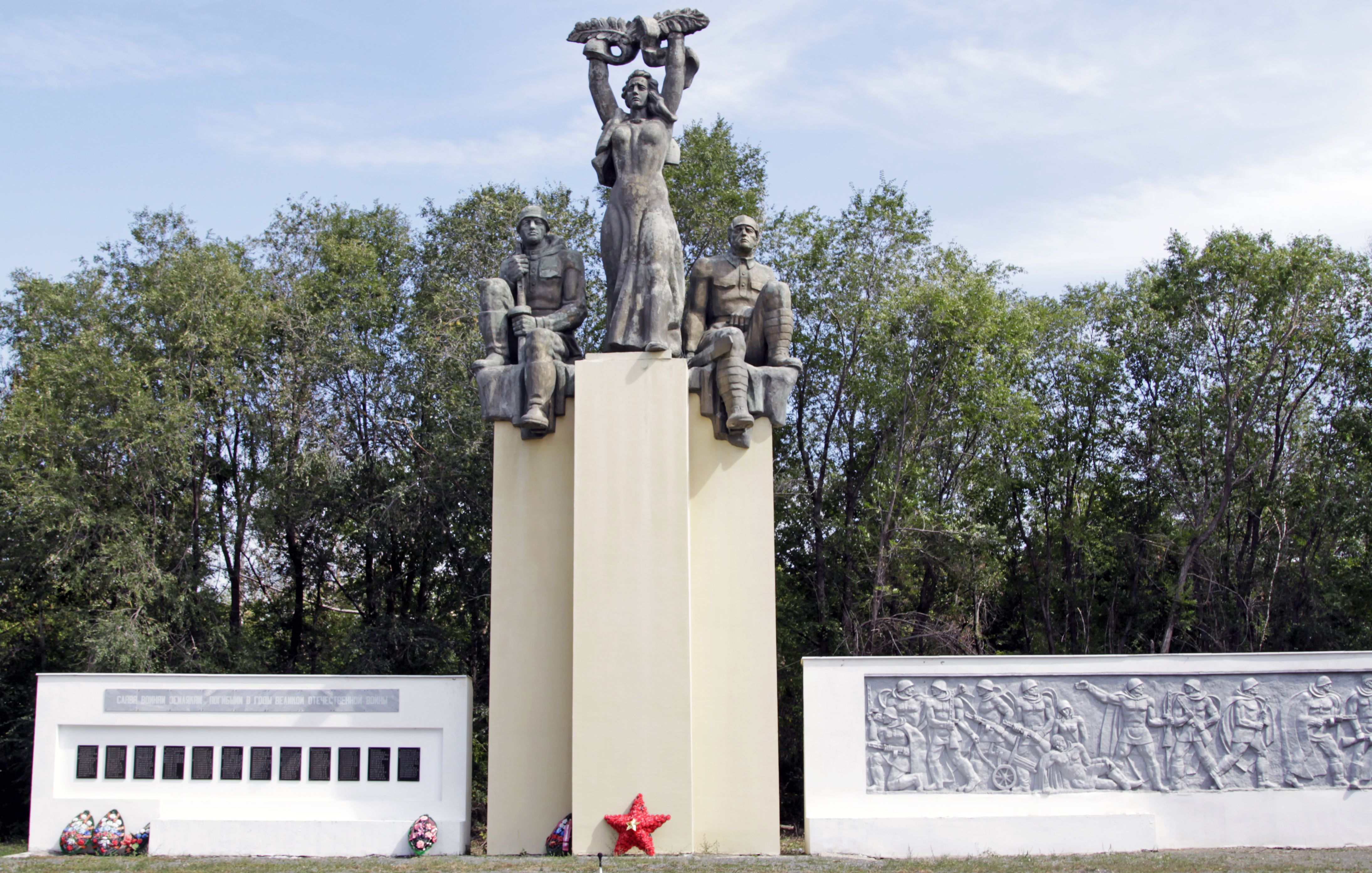
Величественный мемориальный ансамбль — памятник погибшим воинам-августовцам в годы Великой Отечественной войны был открыт 12 октября 1975 года. Этот грандиозный монумент послужил началом создания историко-краеведческого музея в селе

А́вгустовка — село в Большечерниговском районе Самарской области. Административный центр сельского поселения Августовка.

## История
Село основано в 1836 году отселенцами из села Пестравка.

## Население
| 2010 | 2011  | 2012  | 2013  | 2014  | 2015  | 2016  |
| ---- | ----- | ----- | ----- | ----- | ----- | ----- |
| 2289 | ↗2300 | ↗2315 | ↗2325 | ↗2603 | ↗2620 | ↗2628 |

## Улицы
| - ул. 60 лет Октября, - ул. Больничная, - ул. Гаражная, - ул. Димитриевых, - ул. Заводская, - ул. Заозёрная, - ул. Заруднева, | - ул. Зелёная, - ул. Искрина, - ул. Колхозная, - ул. Коммунаров, - ул. Кооперативная, - ул. Космическая, - ул. Кузьмичёва, | - пр-т. Ленина, - ул. Ленинградская, - ул. Лесная, - ул. Мельничная, - ул. Мичуринская, - ул. Молодёжная, - ул. Набережная, | - ул. Николаевка, - ул. Новомосковская, - ул. Новополевая, - ул. Овражная, - ул. Первомайская, - ул. Пионерская, - ул. Победы, | - ул. Попова, - ул. Рабочая, - ул. Садовая, - ул. Сельская, - ул. Советская, - ул. Шереметьевой, - ул. Юбилейная. |

## Известные уроженцы
- Заруднев, Степан Степанович (1902—1943) — советский военнослужащий, младший сержант, Герой Советского Союза.
- Искрин, Николай Михайлович (1918—1985) — советский военнослужащий, старший лейтенант, Герой Советского Союза.
- Маханькова, Анна Ефимовна (1922—1999) — советская работница сельского хозяйства, Герой Социалистического Труда.